# Pöffelkofen
Pöffelkofen ist ein Ortsteil der Gemeinde Adlkofen im niederbayerischen Landkreis Landshut. 

## Geographie
Die Einöde liegt circa zwei Kilometer nördlich von Adlkofen und ist über die Kreisstraße LA 31 zu erreichen.

## Gemeindezugehörigkeit
Im Zuge der Gebietsreform in Bayern wurde Wolfsbach am 1. Juli 1971 größtenteils in die Gemeinde Niederaichbach eingegliedert, die Ortsteile Pöffelkofen und Zaitzkofen kamen zur Gemeinde Frauenberg und nach deren Auflösung am 1. August 1974 zu Adlkofen.

## Baudenkmäler
Siehe auch: Liste der Baudenkmäler in Pöffelkofen
- Bauernhaus, Anfang des 19. Jahrhunderts erbaut